# 10,5-cm-Flak 39
Die 10,5-cm-Flak 39 war eine schwere Flugabwehrkanone der Wehrmacht im Zweiten Weltkrieg.

## Entwicklung
Das Geschütz wurde aus der 10,5-cm-Flak 38 entwickelt, wobei man versuchte, die Kinderkrankheiten dieses Vorläufers zu beseitigen.
Hierbei wurde die elektrische Übermittlung von Schusswerten vom Kommandogerät verbessert und es wurde ein neues, zweiteiliges Rohr eingeführt.
Ebenso wurde eine erheblich stabilere Lafette eingeführt, die aber das Geschütz um rund 2,7 Tonnen schwerer werden ließ. Da aber die meisten Geschütze entweder ortsfest auf einem Sockel oder als Eisenbahngeschütze eingesetzt wurden, hinderte das zusätzliche Gewicht nicht sonderlich die Einsatzmöglichkeiten. Andererseits gab die schwerere Lafette eine stabilere Geschützplattform ab und ließ die Schusswerte (Entfernung und Zielgenauigkeit) steigen.

## Produktion
Sie wurde in acht Werken produziert, die über das ganze Deutsche Reich verteilt waren:
- Berlin-Erfurter Maschinenfabrik (DWM), Erfurt
- Benteler-Werke, Bielefeld
- F. Krupp AG Grusonwerk, Magdeburg-Buckau
- Eisenwerk Weserhütte, Bad Oeynhausen
- Hanomag, Hannover-Linden
- Mitteldeutsche Stahlwerke, Gröditz
- Röchling'sche Eisen- und Stahlwerke, Völklingen
- MAN, Augsburg

Parallel lief die Entwicklung eines Flak-Geschützes für die Marine mit einer Rohrlänge von 65 Kalibern, das auf den großen Schiffen der Kriegsmarine in Zwillingslafette eingebaut wurde.
Am 1. September 1939 waren (einschließlich etwa 30 bis maximal 50 Flak 38) 64 10,5-cm-Flakgeschütze im Bestand der Luftwaffe. Vom 1. September 1939 bis März 1945 wurden folgende Stückzahlen produziert:
| Baujahr | 1939 | 1940 | 1941 | 1942 | 1943 | 1944 | 1945 | Summe |
| ------- | ---- | ---- | ---- | ---- | ---- | ---- | ---- | ----- |
| Anzahl  | 38   | 290  | 509  | 701  | 1220 | 1131 | 92   | 3981  |

Zusammen mit den bei Kriegsbeginn bereits vorhandenen 64 Geschützen ergibt dies eine Gesamtsumme von 4045 Stück, in dieser Gesamtsumme ist eine geringe Zahl von etwa 30 bis 50 10,5-cm-Flak 38 enthalten. Hinzu kommen die vor 1939 gebauten, jedoch aus irgendwelchen Gründen bereits vor Kriegsbeginn wieder ausgeschiedenen und die im April/Mai 1945 gebauten Stücke, deren Zahl in beiden Fällen nicht bekannt ist, die jedoch jeweils sehr gering gewesen sein dürfte.

## Technik

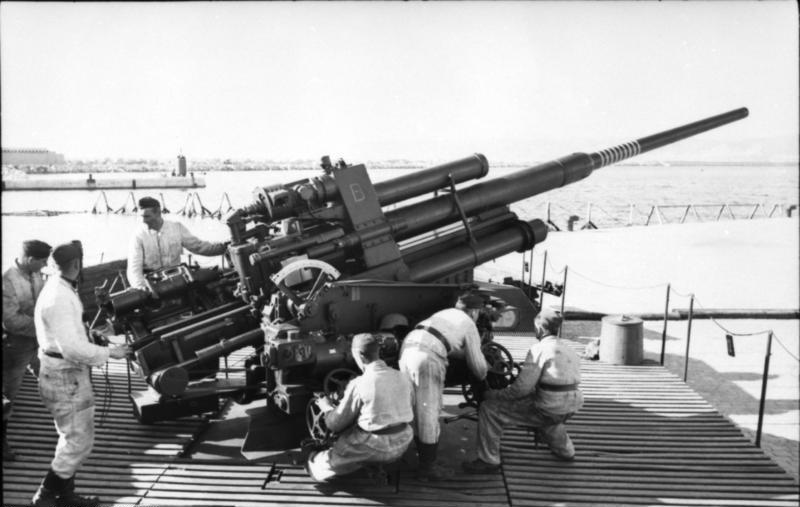
Schwere 10,5-cm-Flak einer Küstenbatterie

Die 10,5-cm-Flak 39 war auf einer Kreuzlafette gelagert, die abgesetzt auf die Horizontierteller am Ende der Lafettenholme einen Seitenrichtbereich von 360° erlaubte. Angesichts des Gewichts der Bauteile wurden Höhen- und Seitenrichtmaschine der Flak über gleichstrombetriebene Elektromotoren gesteuert. Bei Ausfall der Stromversorgung konnte das Richten mit je einem Handtriebrad vorgenommen werden. Die von Gleichstrom betriebenen Motoren erwiesen sich als eine Schwachstelle und wurden schon bald auf Wechselstrom umgestellt und konnten so auch über das normale Stromnetz betrieben werden.
Auf einer kugelgelagerten Säule sitzend verfügte die Oberlafette auf der linken Seite über eine Plattform vor der Zünderstellmaschine. In der Oberlafette saß die Rohrwiege mit Führungsschiene und links und rechts davon je ein Ausgleicher in einem Rohr. Unten am Wiegentrog war der Zahnbogen für das Höhenrichten befestigt. Über dem Rohr saß ein großer und markanter Vorholerträger in der Form eines A, auf dessen Rückseite oben der Motor für den Ansetzer montiert war. Die Zuführung der Munition erfolgte von links durch Einlegen der Patrone in die Stellschale und Weiterreichen in die Ladeschale, nachdem der Zünder automatisch gestellt wurde. Auf der rechten Seite der Oberlafette war die Richtanlage montiert, bestehend aus drei großen Handrädern für den Notbetrieb und den Motoren für den (üblichen) elektrischen Betrieb.
Das 63,3 Kaliber lange Rohr des Geschützes bestand aus einem Seelenrohr mit 36 Zügen, einem Rohrmantel mit Bajonettring und einem Bodenstück mit Rohrhalter und Lagerbock. Der Verschluss war als nach rechts öffnender Flachkeilverschluss ausgeführt.
Durch die gesamte Konstruktion war, wie bei der 8,8-cm-Flak 18, theoretisch auch der Einsatz gegen Bodenziele möglich; der Höhenrichtbereich ging von −3° bis +85°. Zum Erdeinsatz ist es jedoch nur vereinzelt gegen Kriegsende gekommen, wenn feindliche Bodentruppen in die Reichweite der üblicherweise ortsfest eingesetzten Geschütze kamen.
Beim Transport in Fahrstellung wog die Kombination aus Geschütz und Sonderanhänger 14.600 Kilogramm, in Feuerstellung immerhin noch 10.240 kg, also rund 2,7 Tonnen mehr als die 10,5-cm-Flak 38.

## Einsatz
Ab 1939 ergänzte die 10,5-cm-Flak 39 den Bestand an schweren Geschützen bei der Flugabwehr im Deutschen Reich. Sie wurde in Batterien zu 4 Stück sowohl auf Flaktürmen als auch in Flakgürteln, wie beispielsweise am Mitteldeutschen Flakgürtel, rund um deutsche Städte eingesetzt. Der Bestand erhöhte sich im Laufe des Krieges, was ihre Bedeutung erkennen lässt. Während im September 1942 erst 500 Flak im Einsatz standen, waren es Dezember 1944 schon 1.911 Stück.
Bis zur Einführung der 12,8-cm-Flak 40 im Jahr 1940 war es das leistungsfähigste Flakgeschütz der Luftwaffe.

## Munition
Die 15,1 kg schwere Sprenggranate und die 15,6 kg schwere Panzergranate konnten 12,8 km hoch oder bis zu 17 km weit geschossen werden. Die Lebensdauer eines Rohres betrug ungefähr 1500 bis 3500 Schuss.
Generell wurde gezielt geschossen. Die Bestimmung von Geschwindigkeit und Höhe eines feindlichen Flugzeuges erfolgte bei guter Sicht über eine optische Entfernungsmessung (Triangulation). Bei Nacht wurden Flakscheinwerfer zur Erfassung eingesetzt. Das mit dem Entfernungsmesser gekoppelte „Kommandogerät“, ein mechanischer Analogrechner, errechnete aus den erfassten Werten sowie dem Kurs der Maschine den Vorhalt und damit die Laufzeit des Geschosses. Im Kopf der Granate war ein von den Uhrenwerken Gebr. Thiel (→ Gerätebau GmbH) entwickeltes Uhrwerk (Typ ZtZ S/30) eingebaut, das nach einer einstellbaren Laufzeit von 1,5 bis 29,5 Sekunden die Granate zündete. Vor dem Abschuss war an jeder Granate die Verzögerungszeit in der „Zünderstellmaschine“ einzustellen. Bei schlechten Sichtbedingungen war man auf die von den Würzburg-Radargeräten ermittelten Werte angewiesen, die elektrisch auf das Kommandogerät übertragen wurden. Dieses konnte über vieladrige Signalkabel ganze Batterien aus vier und mehr Flakgeschützen mit Höhen- und Seitenrichtwerten versorgen. Nur wenn keine entsprechenden Daten verfügbar waren, wurden Sektoren bestimmt, welche die Angreifer wahrscheinlich durchfliegen würden und die dann einfach permanent beschossen wurden (Sperrfeuer).
Bis kurz vor dem Kriegsende hatten die Geschosse nur Zeitzünder. Es kam jedoch oft vor, dass eine Granate ein Flugzeug fast ohne Folgen durchschlug und erst weit dahinter explodierte. Durch die Einführung von zusätzlichen Aufschlagzündern (Doppelzünder, Dualzünder von Junghans), die trotz dringender Anforderung erst 1945 geliefert wurden, konnte deshalb die Abschussrate in etwa verdreifacht werden.

## Bewertung des Geschützes
Die schwere 10,5-cm-Flak war für die Bekämpfung besonders hoch fliegender feindlicher Bomber entwickelt worden. Indessen entsprach der Mehraufwand an Produktion nicht der Mehrwirkung im Ziel: Das Geschütz war ballistisch der 8,8-cm-Flak 41 unterlegen, und zur Erzielung einer besseren Wirkung gegen hochfliegende Ziele war die Kalibersteigerung auf 12,8 cm erforderlich (wie mit der 12,8-cm-Flak 40 auch geschehen). Der Plan, die Fertigung zugunsten der 8,8-cm-Flak 41 einzustellen, scheiterte an der zu langsamen Auslieferung des 8,8-cm-Geschützes. Die Fertigung wurde ab 1944 zugunsten der 12,8-cm-Flak gedrosselt.

### Sockelflak (ortsfest)
Da der Ausgangspunkt der Entwicklung ein Marinegeschütz war, konnte auf die Pivotlafettierung zurückgegriffen werden. Der Einsatz als ortsfestes Geschütz auf festen Sockeln bot sich deshalb für die Verteidigung von möglichen Zielobjekten an. Hierbei wurden die Pivotsockel auf Betonfundamente gesetzt. Mit 876 ortsfest verbauten schweren 10,5-cm-Flak war fast die Hälfte der Geschütze an einen festen Standort gebunden.

### Kreuzlafette (verlegbar)
Die zunehmende Motorisierung und Leistungsfähigkeit der bis 1938 entwickelten Zugmaschinen ermöglichte es, dass auch diese schwere Flugabwehrkanone im Kraftzug transportiert werden konnte. Es wurde wie bei leichteren Flak-Geschützen eine Kreuzlafette mit klappbaren Seitenholmen entwickelt. Mit dem schweren Zugkraftwagen 12t und dem Sonderanhänger 203 konnten bewegliche und damit dem Frontverlauf folgende schwere Batterien geschaffen werden. Der Anhänger ist für eine Geschwindigkeit von bis zu 35 km/h geeignet und besteht aus zwei gleichartigen, doppelt luftbereiften Protzfahrgestellen. Die einzelnen Protzfahrgestelle konnten durch Detailänderungen, z. B. Beleuchtungseinrichtung, entweder als vorderes oder als hinteres Fahrgestell eingerichtet werden. Praktisch war jedoch das Geschütz für den beweglichen Einsatz an der Front zu schwer und ist als solches auch während des gesamten Krieges (im Gegensatz zur 8,8-cm-Flak) eigentlich nicht in Erscheinung getreten.

### Eisenbahn-Flak
Das hohe Gewicht und der Wunsch die Geschütze schnell über weite Entfernungen verlegen zu können, führte (wie schon im Ersten Weltkrieg) zur Montage auf Eisenbahn-Flachwagen. Bei diesen Flachwagen waren für den Einsatz die Seitenteile abklappbar und bildeten eine große zentrale Plattform für die Mannschaft. An den Enden der Flachwagen waren jeweils Aufbewahrungsschränke für horizontal gelagerte Munition platziert.

## Museale Rezeption
Wenige Geschütze dieses Modells sind heute noch vorhanden, bzw. der Öffentlichkeit zugänglich: 
- Ein Geschütz mit Kreuzlafette im Belgrader Militärmuseum im Außenbereich
- Ein Geschütz mit Kreuzlafette im Zentralmuseum der russischen Streitkräfte in Moskau

Ein im Technischen Museum Sinsheim ausgestelltes 10,5-cm-Geschütz ist keine der Flak-Ausführungen, sondern es handelt sich um eine 10,5-cm-Marinekanone.